# Нюрнбергский процесс по делу о расовых преступлениях

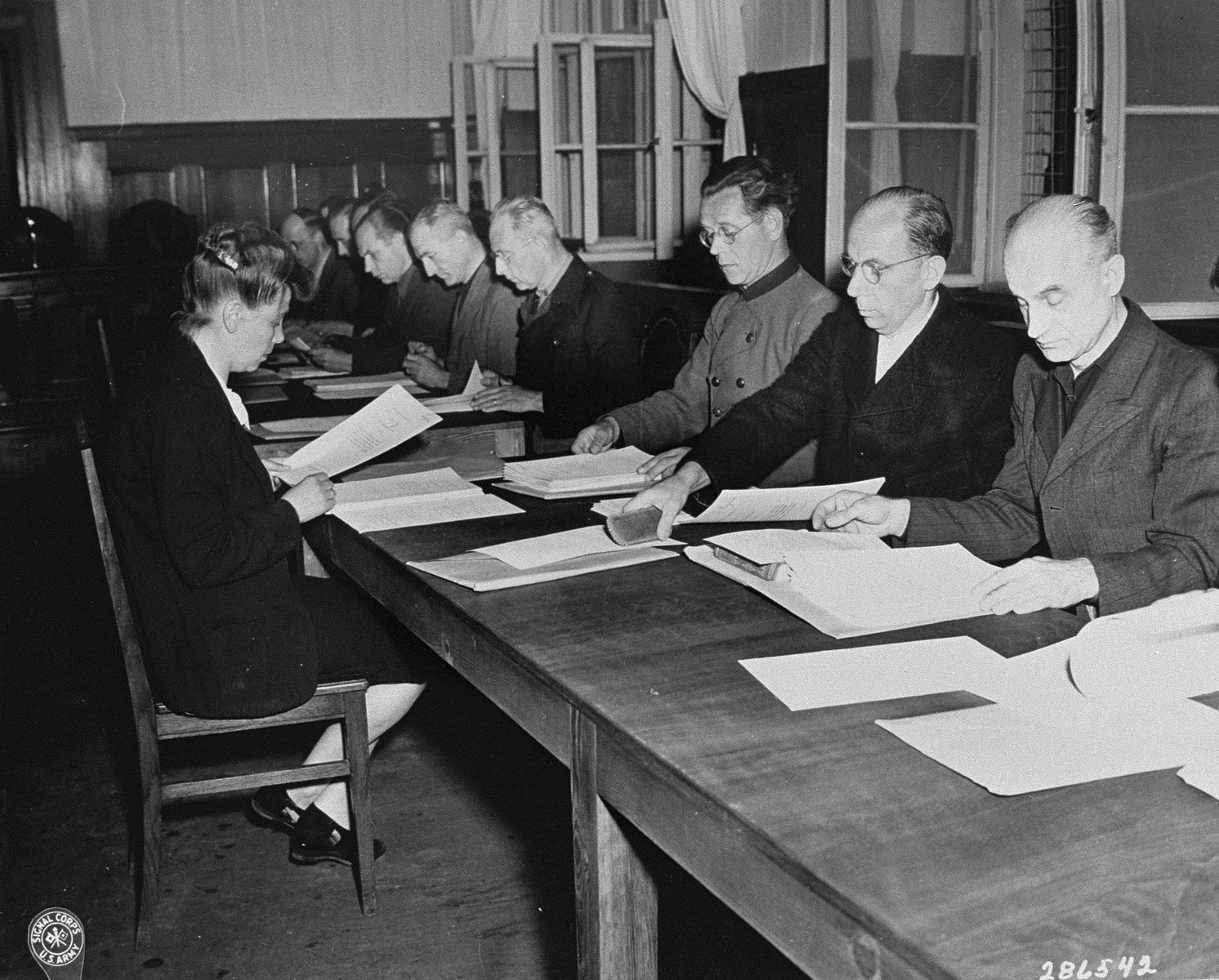

Нюрнбергский процесс по делу о расовых преступлениях (также Дело RuSHA, официальное название «Соединённые Штаты Америки против Ульриха Грейфельта и других») — восьмой по счёту процесс Американского военного трибунала в Нюрнберге из 12 проведённых властями США в своей зоне оккупации Германии.
Данный процесс проводился по делу группы из 14 руководящих сотрудников Главного управления СС по вопросам расы и поселения, Главного управления имперского комиссара по вопросам консолидации германского народа, Фольксдойче Миттельштелле и общества «Лебенсборн». На процессе перед судом предстали лица, ответственные за реализацию нацистской расовой политики.
Обвинительное заключение было оглашено 7 июля 1947 года; судебный процесс длился с 20 октября 1947 года до 10 марта 1948 года.

## Состав трибунала
30 сентября 1947 года оккупационная администрация США в Германии возобновила деятельность военного трибунала, ранее созванного для рассмотрения дела нацистских врачей. Председателем трибунала был Б. Уайт. Члены трибунала — судья Верховного суда штата Массачусетс Даниэль Т. О’Коннел и судья окружного суда Оклахомы Джонсон Т. Кроуфорд. Главным прокурором был Телфорд Тейлор.

## Обвинение
1. Преступления против человечности путём реализации программы «расовой чистоты».
2. Военные преступления по тем же причинам.
3. Принадлежность к преступной организации СС.

В рамках обвинений подсудимым вменялись в том числе похищения «расово ценных» детей для ариизации, принуждение неарийских беременных женщин к абортам, грабежи, депортации населения с их исконных земель в оккупированных странах и переселение на эти земли этнических немцев (фольксдойче), отправка в концлагеря тех, кто вступал в «межрасовые» сексуальные отношения и общее участие в преследовании евреев.
Всем подсудимым были предъявлены обвинения по пунктам 1 и 2. Инге Фирметц обвинялась по пункту 3. Все подсудимые не признали себя виновными.
Хотя сами подсудимые непосредственно не выполняли указанные преступные действия, однако обвинение заявило, что эти действия были прямым результатом деятельности подсудимых и они несут за это ответственность. Защита, в свою очередь, оспаривала этот перенос ответственности.
Центральное регистрационное бюро «Список германских граждан» (нем. Deutsche Volksliste) на основании расовых критериев разделяло население оккупированных стран по степени пригодности для «германизации». Группы с более высоким рейтингом получали полноценное немецкое гражданство, «нежелательные» группы подвергались дискриминации, использовались для рабского труда и в некоторых случаях подвергались истреблению.
Обвинение представило суду многочисленные доказательства преступной деятельности подсудимых. Среди документальных доказательств были официальные директивы, письменные показания под присягой, организационные диаграммы, списки рассылки, меморандумы и письма. Среди устных источников были показания самих подсудимых их жертв и свидетелей.

## Подсудимые
| Фото         | Имя                  | Звание и должность |
| ------------ | -------------------- | --- |
|              | Ульрих Грейфельт     | Обергруппенфюрер СС, начальник Главного штабного управления имперского комиссара по вопросам консолидации германского народа (RKFDV) |
|              | Рудольф Кройтц       | оберфюрер СС, начальник управленческой группы А Главного штабного управления RKFDV                                                   |
|              | Конрад Мейер-Хетлинг | оберфюрер СС, начальник управленческой группы С Главного штабного управления RKFDV                                                   |
|              | Отто Шварценберг     | оберфюрер СС, начальник управленческой группы В Главного штабного управления RKFDV                                                   |
|              | Герберт Хюбнер       | штандартенфюрер СС, представитель Главного штабного управления RKFDV и Главного управления СС по делам расы и поселений в Вартегау   |
|              | Вернер Лоренц        | Обергруппенфюрер СС, начальник Главного управления Фольксдойче Миттельштелле                                                         |
| внешнее фото | Гейнц Брюкнер        | штурмбанфюрер, начальник управления VI в Фольксдойче Миттельштелле                                                                   |
|              | Отто Хофман          | Обергруппенфюрер СС, начальник Главного управления СС по делам расы и поселений (Rusha) с 9 июля 1940 по 20 апреля 1943 года         |
|              | Рихард Гильдебрандт  | Обергруппенфюрер СС, начальник Rusha с 20 апреля 1943 до мая 1945 года                                                               |
|              | Фриц Швальм          | оберштурмбанфюрер СС, начальник штаба Rusha, представитель Rusha в иммиграционном центре в Лодзи                                     |
|              | Макс Зольман         | штандартенфюрер СС, начальник Главного управления А Лебенсборн                                                                       |
|              | Грегор Эбнер         | бригадефюрер СС, начальник Главного управления здравоохранения Лебенсборн                                                            |
|              | Гюнтер Теш           | штурмбанфюрер СС, начальник Главного юридического отдела Лебенсборн                                                                  |
|              | Инге Фирметц         | заместитель начальника Главного управления А Лебенсборн                                                                              |

## Приговор
- К пожизненному заключению: Ульрих Грейфельт (умер в 1949).
- К 25 годам: Рихард Гильдебрандт (выдан Польше, где приговорён к смертной казни), Отто Гофман (помилован в 1954).
- К 20 годам: Вернер Лоренц (освобождён в 1954).
- К 15 годам: Гейнц Брюкнер (освобождён в 1951), Рудольф Кройтц (освобождён в 1955), Герберт Хюбнер (освобождён в 1951).
- К 10 годам: Фриц Швальм (освобождён в 1951).
- К 2 годам 10 месяцам: Конрад Мейер-Хетлинг, Отто Шварценбергер, Гюнтер Теш.
- К 2 годам 8 месяцам: Грегор Эбнер, Макс Зольман.
- Оправдана: Инге Фирметц.